# Bohdan Andrzejewski
Bohdan Andrzejewski (Kielce, 15 de enero de 1942) es un deportista polaco que compitió en esgrima, especialista en la modalidad de espada.
Participó en tres Juegos Olímpicos de Verano entre los años 1964 y 1972, obteniendo una medalla de bronce en México 1968 en la prueba por equipos. Ganó dos medallas de oro en el Campeonato Mundial de Esgrima en los años 1963 y 1969.

## Palmarés internacional
| Juegos Olímpicos   | Juegos Olímpicos          | Juegos Olímpicos  | Juegos Olímpicos   |
| Año                | Lugar                     | Medalla           | Prueba             |
| ------------------ | ------------------------- | ----------------- | ------------------ |
| 1968               | Ciudad de México (México) | Medalla de bronce | Espada por equipos |
| Campeonato Mundial |                           |                   |                    |
| Año                | Lugar                     | Medalla           | Prueba             |
| 1963               | Danzig (Polonia)          | Medalla de oro    | Espada por equipos |
| 1969               | La Habana (Cuba)          | Medalla de oro    | Espada individual  |